# Annelund, Malmö
Annelund är ett bostadsområde i stadsdelen Södra Innerstaden, Malmö. 
Annelund ligger mellan Amiralsgatan och Sofielunds industriområde, öster om Lantmannagatan.
Vid Nobeltorget ligger Malmö Folkets hus och längre ned längs Lantmannagatan finns Sankt Matteus kyrka. Närmast järnvägen i öster ligger Annelundsskolan (1-3) och Vitemölle förskola. Parken Enskifteshagen är en grön barriär mot industriområdet i söder.
Området byggdes på 1940 och 1950-talet. Det består mest av bostadsrätter men även en del hyresrätter som tillhör MKB.

## Historia
Annelund utgjorde fram till sekelskiftet 1900 en del av Västra Skrävlinge bys ägor och var ren jordbruksmark. Namnet kommer av gården Annelund, som ännu ligger kvar söder om Annelundsgatan. Området avgränsas i söder av Enskifteshagen, vars namn syftar på att det första enskiftet i Skåne ägde rum på denna plats år 1786. Det var Sofielunds gård som utskiftades ur Västra Skrävlinge by av landshövding Tage Thott. Gården revs 1953 för att ge plats åt en kyrka med församlingshus. Vid förra sekelskiftet gick landsvägen (nuvarande Östra Farmvägens förlängning) söderut mot Annelunds gård. Här gjorde vägen en skarp krök, fortsatte över Kontinentalbanan ut mot Rosengård och Västra Skrävlinge. Intill järnvägsövergången fanns några gatuhus, rivna sedan länge, i övrigt användes området för koloniträdgårdar. Den nuvarande bebyggelsens utbyggnad tog sin början cirka 1940. Drygt femton år senare var området i princip färdigbyggt. I Annelund uppfördes, förutom bostadshus, kyrka och församlingshus, även Malmö Folkets hus och en skola.

## Stadsbebyggelse
Den första stadsplanen som omfattar Annelund antogs av Malmö stadsfullmäktige 1939, efter ett förslag från Erik Bülow Hübe året innan. I planen föreslogs att området öster om Nobeltorget, det vill säga mellan Lantmannagatan och Norra Grängesbergsgatan, skulle bebyggas med bostäder i form av lamellhus i fyra våningar. Bülow Hübe eftersträvade att skapa ordning och omväxling med enkla medel: ”För möjliggörande av variation i lägenhetstyperna äro byggnadskropparna inom de olika grupperna orienterade åt olika håll.” Inom området planerades även två offentliga byggnader, den ena vid platsen för Sofielunds gård, den andra vid Nobeltorget. Vid torget placerades en fondbyggnad i sju våningar för att accentuera den östra sidan som vetter mot staden. Planen fullföljdes bortsett från att två smala industrikvarter, avsedda för småindustri, vid Rosengårdsgatan (nu Annelundsgatan) ströks och området öster om Baskemöllegatan lämnades obebyggt tills vidare. Byggnadsstyrelsen hade varit tveksamma till bostäder så nära industrier och järnväg. 1953 antogs en ny stadsplan, upprättad av stadsplanechef Gunnar Lindman och Gabriel Winge, för området öster om Baskemöllegatan. Området planerades liksom tidigare för flerbostadshus i fyravåningar grupperade kring gårdar. Stadsplanens illustrationsplan omfattade även området mellan Norra Grängesbergsgatan och Kontinentalbanan. Året därpå antogs en stadsplan också för detta område. Båda områdena bebyggdes i enlighet med illustrationsplanen. Det enda som utgick var en planerad järnvägshållplats vid korsningen Amiralsgatan–Kontinentalbanan.
Annelund är ett förhållandevis litet bostadsområde med ett vikande invånarantal: 1960 bodde här drygt 4 000 personer i 1 220 lägenheter, fyrtio år senare knappt 1 700 personer i samma antal bostäder.
Bostadsbeståndet domineras av smålägenheter, hela 76% utgörs av ettor och tvåor, så ästan 70% av hushållen består av ensamboende personer.
Den vanligaste boendeform är bostadsrätter i HSB (77%) och övriga är hyresrätter i MKB (23%), då inga småhus finns inte i området.
De flesta bostadshusen i Annelund är antingen ritade av HSB:s arkitektkontor i Malmö eller av andra Malmöarkitekter som Fritz Österlind, Thorsten Roos och Axel Carlsson. De elementbyggda husen i kvarteret Färdigheten ritades av Stockholmsarkitekten Hans-Ancker Holst.
Malmöarkitekten Clas Almquist ritade 1957 Annelundsskolan, och Lundaarkitekten Hans Westman ritade Folkets Hus. Efter en arkitekttävling fick Åke E Lindqvist från Stockholm uppdraget att rita församlingsbyggnaderna i kvarteret Tryggheten. Den av honom föreslagna kyrkan byggdes däremot aldrig och det dröjde till 1983 innan Sankt Matteus kyrka, ritad av Sten Samuelson, invigdes.

## Trafik
1936 öppnades busslinje 23, som gick från Gustav Adolfs torg till de nybyggda bostadsområdena kring Nobeltorget. Från 1954 gick vissa turer vidare längs Amiralsgatan för att vända på Norra Grängesbergsgatan. När Rosengård stod färdigt kring 1970 ökade busstrafiken på Amiralsgatan och invånarna i Annelund fick fler avgångar att välja mellan. Numera trafikeras även Lantmannagatan med buss. Bostadsområdet är inte trafikseparerat och är delvis omgivet av hårt trafikerade gator som Amiralsgatan och Lantmannagatan.
Rosengårds station är en kombinerade buss och järnvägsstationer som ligger i det nordöstra hörnet av Annelund.

## Kvarteren Friheten, Fyndigheten, Troheten och Ärligheten
Områdets byggnader utgörs dels av fristående lamellhus, dels av byggnader med U-formad plan. Gårdarna vetter alla mot Enskifteshagen i sydväst. Husen är placerade så att även gårdarna bortom Vitemöllegatan har fri sikt mot grönområdet. Sett från grönområdet bildar de en sluten fond av hus. Samtliga bostadshus är i fyra våningar och har sadeltak, varav några är valmade. Fasadmaterialet är  puts eller tegel. Putsfasaderna är ljusgrå eller ljusgula, tegelfasaderna röda eller gula. Husen har ett relativt ensartat formspråk, men viss individualitet skapas genom varierande mönstermurningar och fönsteromfattningar i tegel. Första huset i området byggdes 1941 medan de andra tillkom under åren 1944–46. Lägenhetsbeståndet är det för tiden gängse med mestadels två och tre rum och kök, men även ettor med kokvrå är vanliga. Lamellhusen har tre till fyra trappuppgångar medan de U-formade husen har åtta. Husen i kvarteret Friheten, som ligger ut mot Amiralsgatan, har byggts till med cylinderformade trapptorn i hörnen för att ge plats åt hiss inne i de ursprungliga trapphusen. Husen i området har till stor del nya entréer och fönster samt balkonger vilka ofta är inglasade. Vid några entréer har soprum byggts till.

## Kvarteret Färdigheten
Kvarteret Färdigheten bebyggdes 1955–56 med ett flerbostadshus bestående av fyra sammanbyggda huskroppar. De bildar tillsammans en långsträckt byggnad med L-formad plan. I likhet med övriga bostadshus i Annelund är byggnaden i fyra våningar och försedd med sadeltak. Men här upphör likheterna; där övriga hus i Annelund har tegel- eller putsfasader har denna byggnad ytterväggar av prefabricerade betongelement. Detta är ett av de första elementbyggda husen i Malmö. Huset innehåller 108 lägenheter i varierande storlek, från ett rum och kök till fem rum och kök. De största lägenheterna är förlagda till gavlarna. Den vanligaste lägenhetstypen, om två rum och kök, är genomgående och har balkong. MKB, som var byggherre, anlitade Stockholmsarkitekten Hans-Ancker Holst för att rita huset och Nya Asfalt AB som byggentreprenör. Huset ritades 1954 och stod klart två år senare. Därefter har det inte byggts några bostadshus i Annelund.

## Malmö Folkets Hus
Malmö Folkets Hus uppfördes redan när det byggdes som Folkets Hus och innehar i dag samma funktion. Huset bildar fond för Nobeltorget och utgörs av ett åttavåningshus flankerat av tre flyglar i fyravåningar som följer de omgivande gatorna. Hans Westman fick uppdraget att rita huset i tävlan med ett annat kontor 1942. Bygget påbörjades först 1947 och invigdes ett år senare. I huset inrymdes ursprungligen postkontor, biograf och samlingssalar, ett flertal olika kontor, bland annat för Socialdemokratiska partiet, sammanträdesrum, restaurang och ett stadsdelsbibliotek. Folkets Hus bildar fond för Nobeltorget och placeringen är typisk för offentliga byggnader. För att undvika stilmässiga associationer med exempelvis äldre rådhus har anläggningen fått en saklig och neutral fasad mot torget, som för att understryka en modern och demokratisk karaktär. Detsamma kan sägas om den stora entréhallen, kallad Folkhallen, där entréerna till de olika rummen är likvärdigt utformade och ingen lokal accentueras mer än någon annan. Folkhallen var tänkt att fungera som samlingspunkt och det var hit alla dörrar ledde. Entrén var byggd som en loggia, i syfte att i viss mån sudda ut gränsen mellan ute och inne. Höghusets fasadmaterial består av vit Ifö-mosaik som ingår i ett rutnät av horisontella fönsterband och vertikala tegelpartier, medan de lägre byggnadernas fasader främst är i rött hålkälstegel. Husets bottenplan har förändrats kraftigt då den tidigare loggialiknande entrén har fått burspråk i glas. Folkhallen är ganska välbevarad, men det har tillkommit en dekor som i någon mån förändrat rummets karaktär.

## Sankt Matteus kyrka
Enligt stadsplan antagen 1948 reserverades kvarteret Tryggheten för en kyrklig byggnad för Västra Skrävlinge församling. På kyrkofullmäktiges initiativ anordnades en öppen arkitekttävling om församlings- och kyrkobyggnad. Till denna inkom 48 förslag, varav de fyra främsta, av Bror Thornberg och Thorsten Roos, Fritz Jaenecke, Peter Celsing samt Åke E Lindqvist, utsågs till omtävling. Det blev sistnämnda arkitekt som till slut vann tävlingen, men endast församlingshuset med pastorsexpedition och diakoniexpeditionen uppfördes. Dessa ritades av Lindqvist 1955 och uppfördes kort därefter. En tilltänkt etapp två, som omfattade loggia, kyrksal och sakristia var planerad att byggas 1959, men kom inte till utförande.
Församlingshuset består av en trevåningslänga med rektangulär plan sammanbyggd med en lägre pastorsexpedition. Byggnaderna är uppförda i tegel med fasader av vitgrå betongplattor. Församlingshuset har uppglasad bottenvåning. Bakom församlingshuset, längs med Enskiftesgången, ligger diakoniexpeditionen som ursprungligen innehöll två lägenheter. Denna enplansbyggnad är gråputsad och har ett svagt sluttande pulpettak. Församlingshuset tillhörde ursprungligen Västra Skrävlinge församling, men då Sofielunds församling genom en utbrytning bildades 1969 kom det att fungera som kyrkosal fram till att Sankt Matteus kyrka invigdes 1983. Denna ritades av Sten Samuelson och Åke Martinsson 1981. Kyrkan har en veckad snäckform och ett glasat pulpettak. Byggnaderna ligger på platsen för Sofielunds gård och framför kyrkan finns gamla höga träd bevarade. Träden fortsätter symboliskt in i kyrkan där pelare, utformade som abstraherade trädkronor, sträcker sig mot ljuset som flödar in genom taket. Kyrkans betongväggar är vitmålade såväl exteriört som interiört medan golvet består av cirkulära keramiska plattor i olika blå nyanser. De blåglaserade keramikplattorna bidrar till dagsljusets spel med skuggor och sol i kyrkorummet. Bänkkvarteren är ställda radiellt för att ge en känsla av gemenskap och placeringen vittnar om att arkitekten medvetet tagit fasta på rummets liturgiska funktion och  circumstantesprincipen.  Denna  betonar betydelsen av ”de som står omkring” och planformen ingår som en del av kommunikationen mellan prästen och församlingen. Församlingshuset markerar gränsen mot Enskiftesgången medan gränsen mot Annelundsvägen utgörs av en mur. Från Lantmannagatan är det fritt tillträde och framför kyrkan finns en klockstapel.

## Annelundsskolan
I stadsplanen från 1954 fanns en skolbyggnad, tillsammans med en förskola och en gymnastikhall, planerad. Annelundsskolan ritades av Clas Almquist och byggdes på den tilltänkta tomten i slutet av 1950-talet. Någon idrottshall uppfördes däremot inte och förskolan dröjde till 1980. Annelundsskolan består av flera sammanfogade byggnadskroppar med en oregelbunden planform. Hela skolkomplexet är uppfört i gult tegel och är samlat under ett tak. Samtliga klassrum, nio stycken, nås via korridorer. Här finns även en elevmatsal, lärarrum, materialrum och två grupprum. Ursprungligen ingick även en mindre tjänstebostad för skolans städerska.

## Enskifteshagen
Bostadsområdet Annelund är högt exploaterat och grönytorna är få och små. Gräsplanteringar finns på och mellan de flesta gårdar. En större och sammanhängande plantering utgör Enskifteshagen, vilken fungerar som ett parkbälte mellan Annelunds bostäder och Sofielunds industrier. En del äldre stora träd från Sofielunds gård finns bevarade vid S:t Matteus kyrka.